# 脫臼
脫臼是指骨頭末端因跌倒或骨頭受撞擊等外力影響而脫離關節的位置，常發生在臀部、肩膀（肩脫臼）、肘部、指頭和膝蓋（膝關節脫位）。意外脱臼時須將患處以夾板或吊帶等物固定，不可貿然自行移動脫臼處，並就醫治療。

## 治疗
治疗脱臼就是把关节移回正常的位置，需要受过训练的专业医师来执行。其他人贸然尝试复位关节，可能导致更严重的伤害。

## 另見
- 骨折